# Знакомые картинки
«Знако́мые карти́нки» — советский короткометражный мультипликационный фильм 1957 года (несколько сатирических миниатюр в исполнении Аркадия Райкина), сочетает в себе кадры рисованной мультипликации и кадры игрового кино.
Первый советский мультфильм послевоенного периода, видеоряд которого был снят полностью в новаторской (для того времени) условной (далёкой от реалистичного изображения) художественной манере. По словам Е. Мигунова, предложившего это новое стилистическое решение, работой над «Знакомыми картинками» он «пробил лбом стену для условников» — появившиеся через несколько лет мультфильмы «Козлёнок» (1961, реж. Р. Давыдов), «Ключ» (1961, реж. Л. Атаманов), «Большие неприятности» (1961, реж. В. и З. Брумберг), «История одного преступления» (1962, реж. Ф. Хитрук), снятые в новом условном стиле, утвердили отход от традиции создания мультипликационных фильмов с предельно реалистическими персонажами.

## Сюжет
Уже в появлении на экране названия мультипликационного фильма, окружённого виньеткой в форме сердца, составленной из фигур сладко улыбающихся, парящих на розовом фоне граждан, снабжённых ангельскими крылышками, выражена идея фильма — высмеивание явления «лакировки» (приукрашивания) действительности.
Сюжет мультфильма состоит из семи сатирических миниатюр, представляющих собой ожившие картинки из „записной книжечки“ Лакировщика, заносящего в неё свои „жизненные“ наблюдения. Острота сатиры некоторых из них со временем снизилась (два сюжета, посвящённые состоянию советской торговли, действие которых разворачивается в мясном магазине и в магазине готовой одежды), но большинство миниатюр не утратили своей актуальности.
Только Лакировщику, демонстрирующему взгляд на мир через розовые очки, могут показаться типичными и знакомыми следующие „живые картинки нашего повседневного быта“:
1. Посетительница магазина готовой одежды равнодушно глядя на иностранные платья и костюмы, спрашивает у продавца «что-нибудь москвошвеевское». Продавец отвечает, что ей лучше бы приходить с утра, так как «москвошвеевские» платья моментально раскупаются (в отличие от заграничных).
2. Растерянный прохожий, нашедший на бульваре тысячу рублей, не знает, что ему с ней делать — все его старания найти владельца круглой суммы ни к чему не приводят. Граждане, спешащие по своим делам, дружно отказываются от денег, которых они не теряли. Прохожий оставляет деньги на скамейке, решив, что хозяин сам объявится, и уходит. Потом появляется другой прохожий, сетующий на дырявый карман. Увидев деньги, он радостно пересчитывает их и понимает, что в его руках тысяча. Прохожий заявляет, что это не его деньги, оставляет тысячу на скамейке и продолжает искать свои выпавшие из дырявого кармана девятьсот рублей.
3. Посетительница мясного магазина возмущена, что продавец продал ей три килограмма мяса без единой кости. Продавец заявляет, что продаёт мясо, а не кости, и на слова женщины, что мяса без костей не бывает, отвечает: всё бывает.
4. Жильцы не могут сдержать напор ломящихся к ним в квартиры работников домоуправления, желающих произвести плановый текущий бесплатный ремонт.
5. Высокоинтеллигентный милиционер останавливает поющего на улице прохожего, чтобы указать ему на то, что он неправильно исполняет арию Ленского из оперы «Евгений Онегин». Демонстрируя правильное пение, он предлагает пристыженному прохожему „пройти“... арию ещё раз вместе, что они и делают.
6. Взволнованный гражданин, вызывающий своей жене неотложную медицинскую помощь, не успевает отойти от телефона, как бравые и полные энергии медики оказываются возле него. От неожиданности гражданин падает в обморок на заботливо подставленные носилки.
7. Общественный транспорт работает недостаточно пунктуально только потому, что очень вежливые, воспитанные и дружелюбно настроенные пассажиры, без конца уступающие друг другу право пройти первым, никак не могут сесть, например, в троллейбус и этим очень задерживают движение.
«Знакомые картиночки, не правда ли?» — полуутвердительно спрашивает Лакировщик, закрывая свой альбом. Фильм заканчивается обращением Аркадия Райкина, снимающего маску Лакировщика: «Уважаемый специалист по „лакировке“, очки-то ваши — розовые. Сквозь них и недостатки розовые. А надо, чтобы их не было. Ни розовых очков, ни лакировщиков, ни недостатков!»

## Создатели
| Авторы сценария                 | Лев Аркадьев, Сакко Рунге                                                                      |
| Режиссёр и Художник-постановщик | Евгений Мигунов                                                                                |
| Композитор                      | Михаил Меерович                                                                                |
| Звукооператоры                  | Николай Прилуцкий, Е. Нестеров                                                                 |
| Операторы                       | Николай Воинов, Аполлинарий Дудко                                                              |
| Ассистенты режиссёра            | Л. Ковалевская, Н. Майорова                                                                    |
| Художники-мультипликаторы       | Фаина Епифанова, Дмитрий Белов, Роман Давыдов, Фёдор Хитрук, Борис Дёжкин, Вячеслав Котёночкин |
| Роли исполнял и озвучивал       | Аркадий Райкин                                                                                 |

## История создания фильма
После XX съезда, с 1957 года стали регулярно проводиться встречи руководства ЦК КПСС с деятелями литературы и искусства. Во время этих встреч неоднократно затрагивалась тема явления «лакировки действительности» (изображение действительности в розовых красках).

Но если кто-либо захочет понять, что такое «лакировка действительности», лучших образчиков, чем романы, очерки и фильмы о колхозной деревне не найти. Безбрежный энтузиазм, побеждающий все препятствия, праздничные картоны вдохновенного труда на колхозных полях, ликующие интонации — концентрированным выражением этой тенденции стал фильм И. Пырьева «Кубанские казаки», герои которого в свободное от скачек на ипподроме и смотров художественной самодеятельности время собирают «урожай наш, урожай, урожай высокий».— 
Именно в лакировке действительности обвинил Н. С. Хрущёв фильм «Кубанские казаки» на XX съезде КПСС в 1956 году. Но уже 13 мая 1957 года на совещании писателей в ЦК КПСС Н. С. Хрущёв сказал:

Кто же такой лакировщик? Это люди, которые хотели показать деятельность нашей партии, нашего народа под руководством партии, успехи партии, успехи народа… Лакировщики — это наши люди…
А. Твардовский оставил запись в своём дневнике об одной из речей Н. С. Хрущёва:

Речь Хрущёва — она многими благоговейно записана — рассеяние последних иллюзий. Всё то же только хуже, мельче. Рады одни лакировщики, получившие решительную и безаговорочную поддержку.
 В 1957 году, наперекор новой волне нападок на сатиру, вышел мультфильм «Знакомые картинки», сатира которого была направлена против явления лакировки.
А. И. Райкин (артист-сатирик, вся творческая жизнь которого была посвящена этому жанру) искренне верил в эффективность сатиры как одной из движущих сил прогресса, позволяющей человечеству быстрее избавляться от всякого рода недостатков, выявляя и помогая понять их суть. С этой точки зрения, явление лакировки — сглаживания и сокрытия недостатков, создающее атмосферу способствующую их укреплению и развитию, было для него неприемлемо. Поэтому, когда к нему (отдыхающему в Кисловодске) приехали режиссёр-мультипликатор Евгений Мигунов и сценарист Лев Аркадьев с предложением принять участие в работе над мультипликационным фильмом, высмеивающим взгляд на реальность «через розовые очки», он с увлечением поддержал эту идею.
Ещё в Кисловодске был продуман образ Лакировщика и первые реплики будущей роли. В Ленинграде были изготовлены резиновая маска, не стесняющая мимики актёра, подкрашенная в розовый цвет, и розовые очки. Съёмки фильма тоже были перенесены в Ленинград, чтобы А. Райкин мог совмещать их с основной работой в театре.
Первые пробные кадры, отснятые по рисункам Ф. Хитрука, принесли полное разочарование — герои, выполненные в привычной натуралистической манере не соответствовали сценарному замыслу оживших картинок из альбома. Требовалось найти другое стилистическое решение, но преодолеть традиционный подход к выражению движения и пластики было непросто. Е. Мигуновым был предложен неожиданный стиль:

…стиль плоскостных, однотонных (в розовом тоне) карикатур с условными персонажами, далёкими от натурализма, головастыми и приземистыми. Для тогдашней стилистики это было совершенно новаторским решением (хотя за рубежом и в журнальной графике это была не новость!). Но на агрофоне наших «эклерных» натуралистических решений это было новым словом. — Е. Мигунов.
Финал фильма давался трудно —- его пришлось переснимать несколько раз, но фильм, снятый в условной манере «оживших статиков», получил высокую оценку худсовета и министерства.

Да здравствует статика! Выразительная статика важнее плавного меланхолического действия. Появилась многозначность, которая ничем не хуже досказанного свидетельства.— Е. Мигунов.
По случаю окончания работы, результатом которой были довольны все её участники, А. И. Райкин, получивший удовлетворение тем, что хотя бы в такой форме смог выразить своё отношение к ненавистной ему лакировке, устроил для съёмочной группы приём у себя дома на Кировском проспекте, 17.